# Freya Christie
Freya Nicole Christie (Hucknall, 8 november 1997) is een tennisspeelster uit het Verenigd Koninkrijk. Christie is actief in het internationale tennis sinds 2013.

## Loopbaan
In 2015 won Christie haar eerste titel op het dubbelspeltoernooi van Sharm-el-Sheikh (Egypte), samen met de Amerikaanse Alexandra Riley. Tot op heden(december 2023) won zij twintig dubbelspeltitels op het ITF-circuit.
In 2016 speelde zij haar eerste WTA-toernooi in Nottingham.
In 2019 kreeg zij met Katie Swan een wildcard voor het damesdubbelspeltoernooi van Wimbledon, waarmee zij haar eerste grandslampartij speelde.
In januari 2023 won Christie haar achttiende ITF-dubbelspeltitel in Sunderland (VK) – daarmee kwam zij binnen op de mondiale top 150 van het dubbelspel. Zij stond in september voor het eerst in een WTA-finale, op het toernooi van Ljubljana, samen met de Colombiaanse Yuliana Lizarazo – zij verloren van het koppel Amina Ansjba en Quinn Gleason.

## Posities op deWTA-ranglijst
Positie per einde seizoen:
| jaar | rang enkelspel | rang dubbelspel |
| ---- | -------------- | --------------- |
| 2014 | 888            | 948             |
| 2015 | 555            | 566             |
| 2016 | 288            | 307             |
| 2017 | 604            | 529             |
| 2018 | 516            | 241             |
| 2019 | 669            | 222             |
| 2020 | 655            | 328             |
| 2021 | 628            | 399             |
| 2022 | 459            | 174             |
| 2023 | 624            | 138             |

## Palmares
| Legenda                 |
| ----------------------- |
| Grandslamtoernooi       |
| Olympische Spelen       |
| Year-End Championships  |
| Premier Mandatory       |
| Premier Five / WTA 1000 |
| Premier / WTA 500       |
| International / WTA 250 |
| Challenger / WTA 125    |

### WTA-finaleplaatsen enkelspel
geen

### WTA-finaleplaatsen vrouwendubbelspel
| nr.              | finale     | toernooi       | ondergrond | partner          | tegenstandsters                 | score    |         |
| ---------------- | ---------- | -------------- | ---------- | ---------------- | ------------------------------- | -------- | ------- |
| gewonnen finales |            |                |            |                  |                                 |          |         |
| geen             |            |                |            |                  |                                 |          |         |
| verloren finales |            |                |            |                  |                                 |          |         |
| 1.               | 2023-09-16 | WTA Ljubljana  | gravel     | Yuliana Lizarazo | Amina Ansjba Quinn Gleason      | 3-6, 4-6 | details |
| 2.               | 2023-12-09 | WTA Montevideo | gravel     | Yuliana Lizarazo | María Lourdes Carlé Julia Riera | 6-7, 5-7 | details |

## Resultaten grandslamtoernooien
| Legenda | Legenda                          |
| ------- | -------------------------------- |
| g.t.    | geen toernooi gehouden           |
| l.c.    | lagere categorie                 |
| –       | niet deelgenomen                 |
| G       | uitgeschakeld in de groepsfase   |
| 1R      | uitgeschakeld in de eerste ronde |
| 2R      | uitgeschakeld in de tweede ronde |
| 3R      | uitgeschakeld in de derde ronde  |
| 4R      | uitgeschakeld in de vierde ronde |
| KF      | uitgeschakeld in de kwartfinale  |
| HF      | uitgeschakeld in de halve finale |
| F       | de finale verloren               |
| W       | het toernooi gewonnen            |
| w-v     | winst/verlies-balans             |

### Enkelspel
geen deelname

### Vrouwendubbelspel
| toernooi        | 2019 |    | 2023 |
| --------------- | ---- | -- | ---- |
| Australian Open | –    | –  |      |
| Roland Garros   | –    | –  |      |
| Wimbledon       | 1R   | 1R |      |
| US Open         | –    | –  |      |